# Нехлеба, Вратислав
Вратислав Нехлеба (чеш. Vratislav Nechleba; 17 июня 1885, Прага — 26 июля 1965, там же) — чешский художник, крупнейший мастер чешского портретного искусства, педагог, профессор, ректор Академии изящных искусств в Праге (1926—1928, 1931—1933, 1939—1940, 1945—1946 гг.). Лауреат Национальной премии Чехословакии (1940) и Государственной премии ЧССР им. Клемента Готвальда (1953). Заслуженный артист (художник) ЧССР (1955).

## Биография
В 1902—1907 обучался в Академии изящных искусств в Праге. Ученик профессора Максимиллиана Пирнера.
Получив грант совершенствовал мастерство в Италии, Австрии и Германии.
С 1918 — профессор пражской Академии художеств, где преподавал до 1958 года. Среди его известных учеников Алоис Фишарек, народный художник Чехословакии.
Несколько раз избирался ректором Академии.
В 1908—1949 — член Союза чешских художников им. Й. Манеса.

## Творчество
Автор целого ряда, так называемых, официальных портретов. После 1945 года писал портреты лидеров коммунистического государства (Клемент Готвальд , Антонин Запотоцкий).
Кроме того, писал пейзажи, жанровые полотна и натюрморты.
В мае 1954 в Москве состоялась выставка произведений живописи, скульптуры и графики Чехословакии, на которой были представлены работы Вратислава Нехлебы.

## Награды
- 1937 — золотая медаль на Всемирной выставке в Париже.
- 1940 — Национальная премия Чехословакии
- 1940 — премия им. Й. Манеса Чешской академии наук и искусств
- 1953 — Государственная премия ЧССР им. Клемента Готвальда
- 1955 — заслуженный артист ЧССР.